# ريتشارد ستيرنز
ريتشارد ستيرنز (بالإنجليزية: Richard Stearns)‏ ولد في 5 يوليو 1936 عالم حاسوب، اشتهر في مجال علم الحاسوب بعمله على نظرية التعقيد الحسابي، فاز بجائزة تورنغ في عام 1993.

## وصلات خارجية
- Richard Stearns في شجرة علماء الرياضيات